# Carola Smit

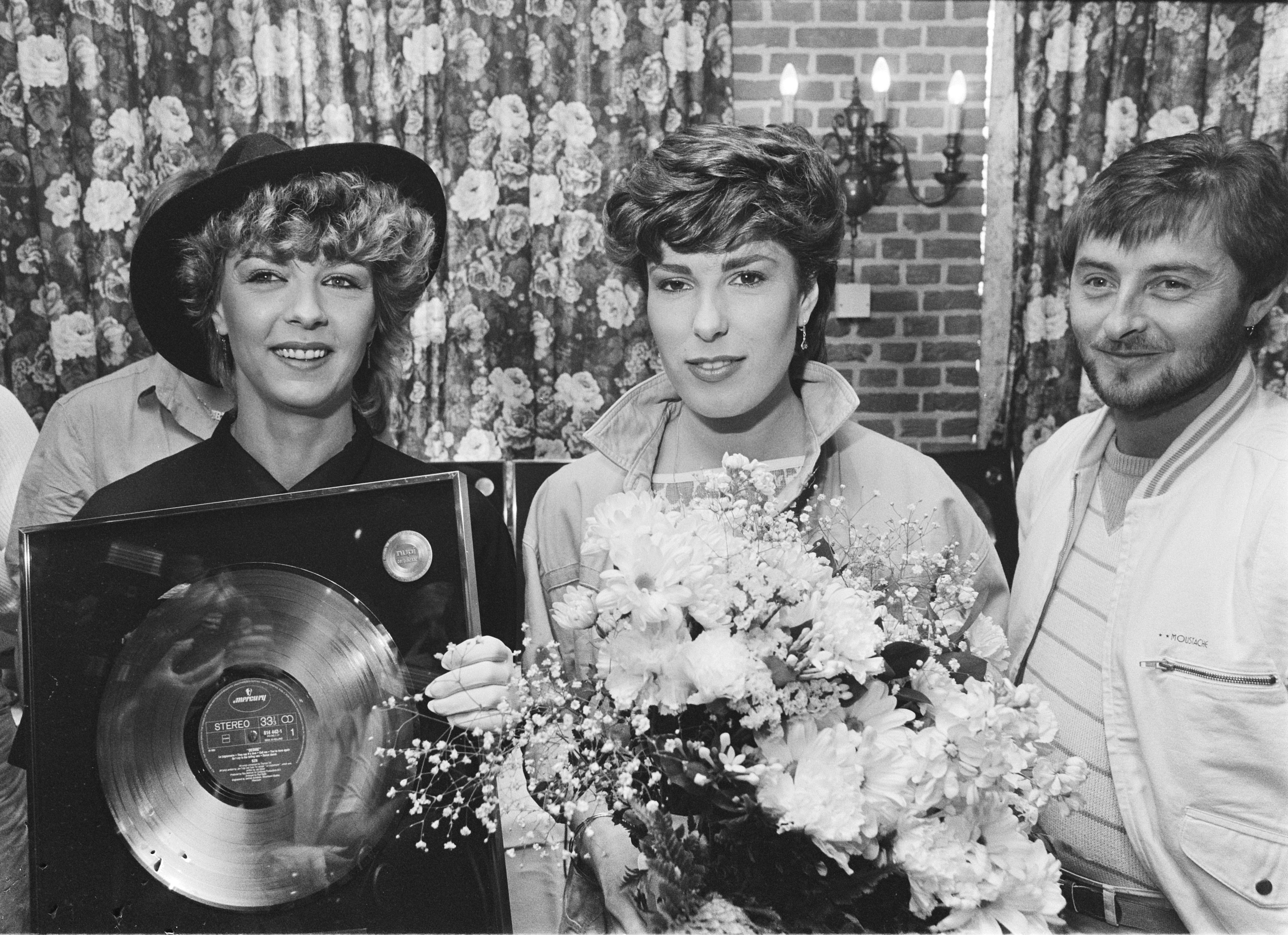
Schilder, Smit & Keizer (1984)

Carola Smit (Volendam, 1 september 1963) is een Nederlandse zangeres. Ze werd voornamelijk bekend als zangeres van de Volendamse popgroep BZN, waar ze in 1984 Anny Schilder opvolgde. In 2007 stopte ze samen met de hele groep.

## Biografie
In 1980 begon Smit met haar carrière in de muziek. In de Double Trouble Band met onder meer Kees Plat maakte ze twee singles: Never loved this way before in 1981 en Tell Me in 1982. De bandnaam veranderde in 1983 in Friends, waarmee Smit in 1983 nog de single Windmills of Holland maakte. Najaar 1983 werd ze benaderd door BZN-drummer Jack Veerman in verband met het naderende afscheid van Anny Schilder. Na een korte stemtest werd ze direct aangenomen. In het geheim werd een nieuwe single 'If I say the words' en album Reflections met Smit voorbereid. Het nieuws lekte voortijdig uit en Henk van der Meijden nodigde Schilder uit voor een gesprek in zijn programma TV Privé op 30 januari 1984, waarin zij vertelde waarom zij BZN zou verlaten. Op 22 maart 1984 was Smit voor het eerst op televisie te zien toen zij door Schilder werd voorgesteld in een herhaling van de tv-special BZN, Bloemen en Anny voor het album Desire. Op 25 maart 1984 trad Schilder voor het laatst op met BZN in de Vereniging in Nijmegen. Een dag later verscheen de single ‘If I say the words’. Op 2 april 1984 kwam BZN voor het eerst op tv met Smit in de Ted Show van de NCRV.

### Herseninfarct
Op 20 april 1987 werd Smit op 23-jarige leeftijd getroffen door een herseninfarct. Het NOS-achtuurjournaal besteedde er die avond aandacht aan en ook de voorpagina's van alle kranten kopten een dag later met dit bericht. Enige tijd zag het ernaar uit dat hiermee een einde was gekomen aan haar muzikale carrière, maar na drie weken mocht ze het Academisch Medisch Centrum alweer verlaten en enkele maanden later, na een intensieve revalidatie, stond ze alweer op het podium. Wel moest ze door het infarct stoppen met turnen, een sport die ze tot die tijd actief op hoog niveau beoefende. De TROS organiseerde voor haar comeback in Hattem een grootse huldiging.

### Solo

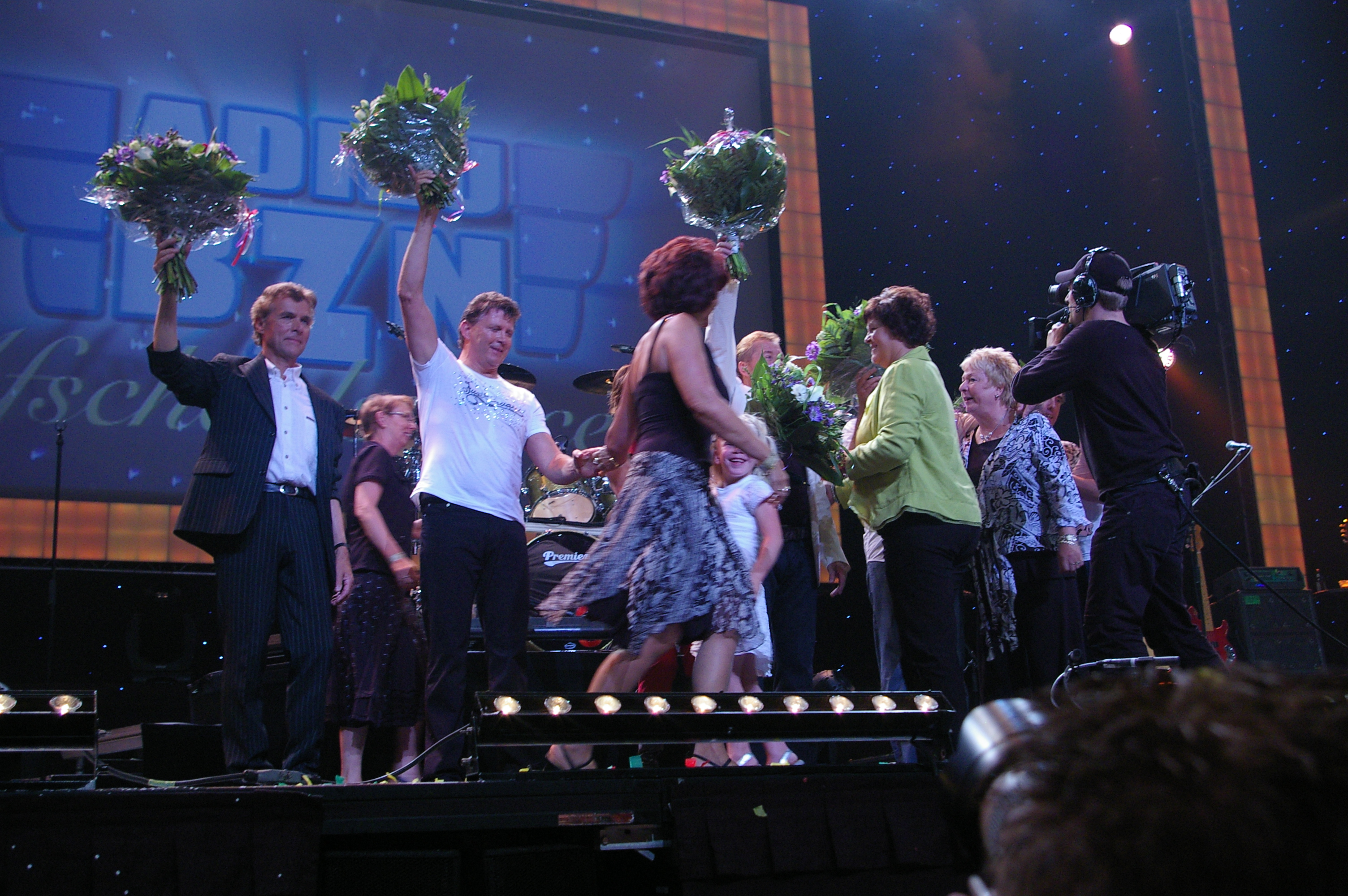
De laatste noten van Smit tijdens het afscheidsconcert van BZN op 16 juni 2007 in Ahoy Rotterdam

Toen op 15 februari 2006 bekend werd dat BZN in juni 2007 zou stoppen, bleek dat het initiatief hiertoe afkomstig was van Keizer. Smit had Keizer tot het laatste moment proberen tegen te houden, liet de zanger aan De Telegraaf weten.
Ze liet doorschemeren dat ze na het definitieve einde van BZN in het voorjaar van 2008 nog van zich zou laten horen, samen met BZN-toetsenist Dick Plat en gitarist Jan Stroek, onder de naam Carola Smit & Friends.
Op 4 april 2008 kwam Smits eerste solosingle, getiteld "With you (I'm in heaven)" uit. De bijbehorende videoclip werd opgenomen in Marken. In de Download Top 10 van 538 kwam de single meteen op nummer 1. Op 6 april 2008 was ze te gast bij Paul de Leeuws show Mooi! Weer De Leeuw van de VARA. Op 24 april 2008 verscheen ook het Engelstalige album met als titel Carola Smit.
Van 9 tot en met 30 december 2008 gaf ze enkele kerstconcerten, samen met Danny Malando en zijn Malando Tango Orkest.
In 2009 nam Smit deel aan het eerste seizoen van het EO-programma De Mattheus Masterclass waarin niet-klassiek geschoolde artiesten een deel van Bachs Matthäuspassion uitvoeren in de St. Vituskerk in Hilversum.
Uiteindelijk bleek de solocarrière haar geen voldoening te geven. Op 3 juni 2009 gaf ze via haar website aan dat ze haar soloavontuur Carola & Friends had beëindigd. Bovendien schreef ze op haar website geen professionele zangcarrière meer te ambiëren. Wel maakte ze melding van een vervolg op de kersttournee met Malando in december 2009, echter zonder haar eerdere muzikale vrienden Plat en Stroek hierin te betrekken. Ook vertelde ze voortaan uitsluitend nog in de hobbyband Get Back Live te zullen zingen.
Van de kersttournee met Danny Malando is in december 2009 een cd verschenen met de titel "Christmas Favourites". In december 2010 (met uitloop in januari 2011) werd er wederom een kersttournee met Danny Malando en zijn orkest gemaakt. In december 2011 is er een vierde keer met Danny Malando in de theaters opgetreden.
In oktober 2012 heeft Smit meegewerkt aan de "15-jaar jubileumconcerten" van Jan Smit in Rotterdam Ahoy. Omdat Jan zijn muzikale carrière in 1996 bij BZN mocht beginnen en toen samen met Smit het nummer Mama heeft gezongen, is dit na 15 jaar herhaald. Na het nummer Mama is Jan aan een succesvolle solocarrière begonnen.
In het voorjaar van 2014 ging Carola samen met Plat weer de theaters in. Ze brengt een nostalgisch liedjesprogramma, afgewisseld door historische videobeelden van wereldnieuws uit de jaren '50, '60 en '70. Op het repertoire staan nummers van onder meer Charles Aznavour en Edith Piaff in "Chant du temps" Ook nu nog treedt ze hier af en toe mee op.
In het najaar van 2017 maakte Carola bekend in het voorjaar van 2018 zes keer de Drentse theaters in te gaan, samen met Plat en de Drentse volkszanger René Karst. In het concert, met de titel Letter voor Letter, wordt speciale aandacht gevraagd voor het leren lezen en schrijven. Dit werd in het theaterseizoen 2019/2020 voortgezet in de Overijsselse theaters.

## Discografie

### Albums
| Album met eventuele hitnotering(en) in de Nederlandse Album Top 100 | Datum van verschijnen | Datum van binnenkomst | Hoogste positie | Aantal weken | Opmerkingen |
| ------------------------------------------------------------------- | --------------------- | --------------------- | --------------- | ------------ | ----------- |
| Carola Smit                                                         | 24-04-2008            | 03-05-2008            | 12              | 5            |             |

### Singles
| Single met eventuele hitnotering(en) in de Nederlandse Top 40 | Datum van verschijnen | Datum van binnenkomst | Hoogste positie | Aantal weken | Opmerkingen           |
| ------------------------------------------------------------- | --------------------- | --------------------- | --------------- | ------------ | --------------------- |
| With you (I'm in heaven)                                      | 04-04-2008            | 19-04-2008            | tip12           | -            | nr. 16 Single Top 100 |

## Trivia
- Met bandgenoot Jan Keizer presenteerde ze van 2001 tot 2004 een programma voor de TROS-televisie; "BZN ontmoet..."